# Pteracanthus
Pteracanthus là chi thực vật có hoa trong họ Acanthaceae.